# Codex Basilensis

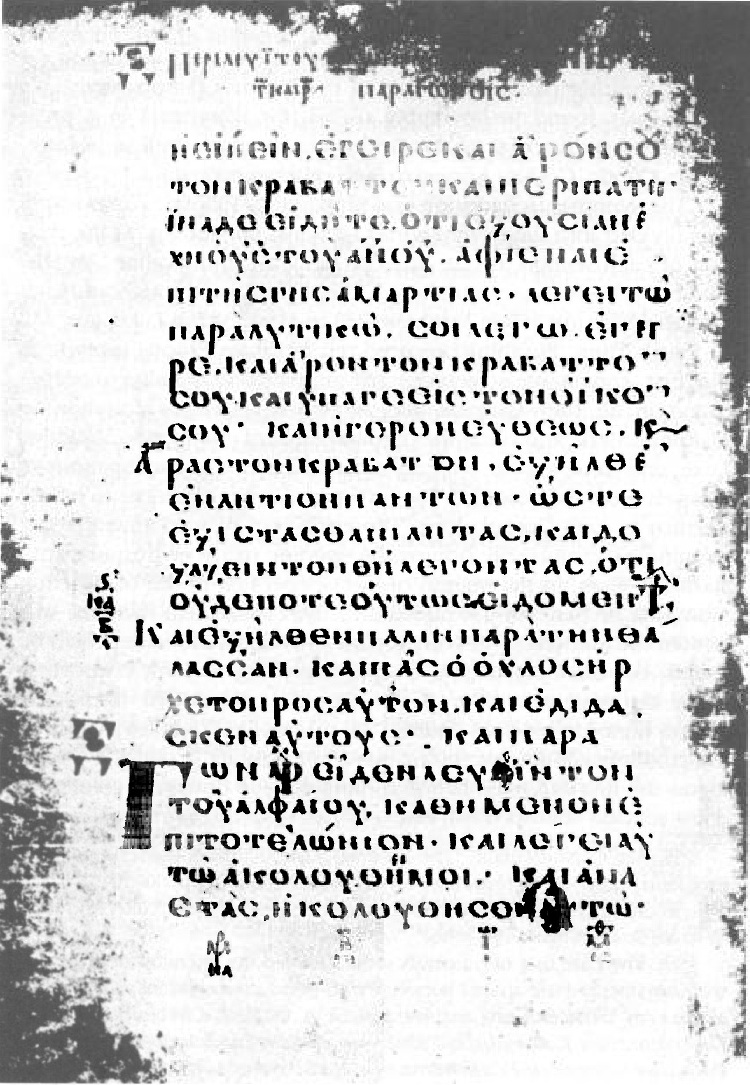
Mark 2,9-14

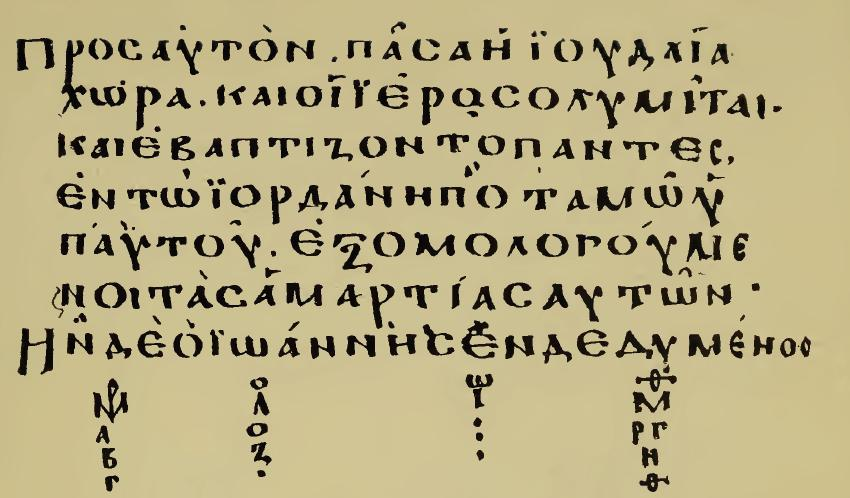

El Codex Basilensis (Basilea, Universidad de Basilea (A.N. III 12); Gregory-Aland no. Ee o 07) es un manuscrito uncial del siglo VIII. Este códice recibe su nombre de Basilea. El códice contiene los Evangelios.
El códice consiste de un total de 318 folios de 23 x 16,5 cm. El texto está escrito en una sola columna, con entre 23 y plus líneas por columna.
El texto griego de este códice es una representación del tipo textual bizantino. Kurt Aland lo ubicó en la Categoría V.
Marc 5,9
απεκριθη λεγων — E 565 700
λεγιων ονομα μοι —  א B C L Δ
απεκριτη — D
λεγεων — A W Θ f1 f13 Byz